# Rio Cajvana
O Rio Cajvana é um rio da Romênia afluente do Soloneţ, localizado no distrito de Suceava.